# Paduniella outtara
Paduniella outtara är en nattsländeart som beskrevs av Schmid 1961. Paduniella outtara ingår i släktet Paduniella och familjen tunnelnattsländor. Inga underarter finns listade i Catalogue of Life.